# フェデリコ・モレーノ・トローバ
フェデリコ・モレーノ・トローバ（Federico Moreno Torroba, 1891年3月3日 マドリード - 1982年9月12日）はスペインの指揮者・作曲家。しばしばスペイン伝統の国民歌劇サルスエラの作曲家として活躍し、1930年代にその国際的な知名度の向上に貢献した。今日ではギター音楽の作曲家として知られている。「モレーノ・トローバ」は二重姓のため、モレーノ＝トローバ（Federico Moreno-Torroba）と表記されることもある。
指揮者としての任務に加えて作曲家としても活躍、最晩年までスペインの伝統音楽とコンサートホール向けの両方に数多くの作品を残す。声楽家のプラシド・ドミンゴはトローバをオペラ作曲家として高く評価しており、歌劇《詩人 El Poeta》の初演で主役を演じただけでなく、トローバの代表作のサルスエラ《ルイーサ・フェルナンダ Luisa Fernanda》の録音にも参加した。
20世紀の作曲家であるが、アルベニスやグラナドスらのスペイン国民楽派の伝統を守って、ほとんどモダニズムには走らなかった。

## 主要作品
- サルスエラ
  - La marchanera (1928年)
  - Luisa Fernanda (1932年)
  - La chulapona (1934年)
- 歌劇
  - La Virgen de Mayo (1925年)
  - El Poeta (1980年)
- ギター曲（多数）